# Montezumina modesta
Montezumina modesta är en insektsart som först beskrevs av Brunner von Wattenwyl 1878.  Montezumina modesta ingår i släktet Montezumina och familjen vårtbitare. Inga underarter finns listade i Catalogue of Life.